# 植苗貝塚

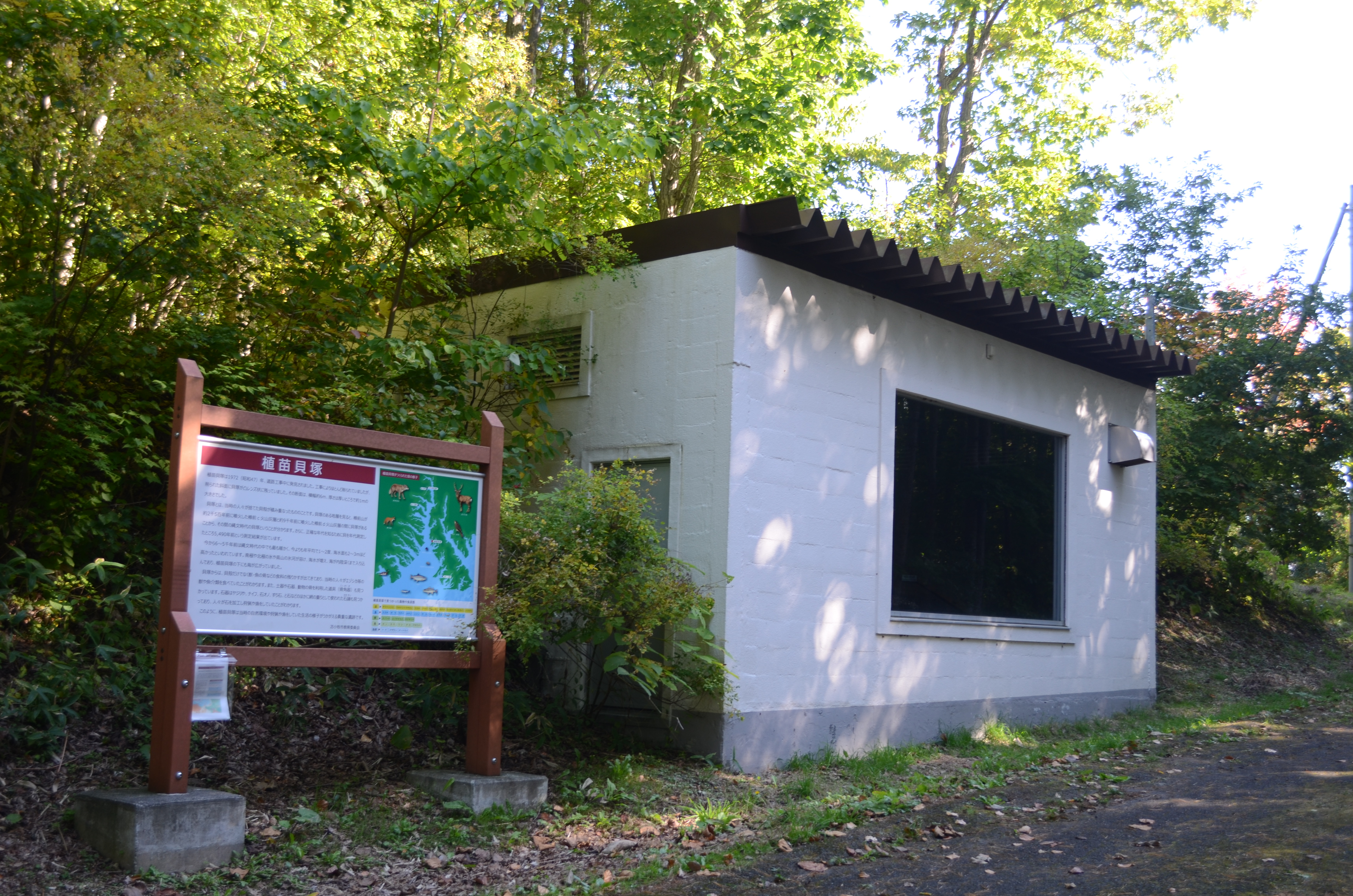
2024年10月

植苗貝塚（うえなえかいづか）は、北海道苫小牧市植苗にある貝塚。

## 概要
美々川と国道36号が接する地点に架けられた植苗橋から、植苗駅に通じている道を南東方向に600メートル進むと、苫小牧市立植苗小中学校がある。この付近は、美々川と遠浅川に挟まれた美々台地が南に発達してきて、ウトナイ湿原に接する場所である。学校からさらに北へ500メートルほど進んだあたりの、美々台地の西側斜面に、当貝塚が位置する。
形成時期は縄文時代前期末から、中期初頭にかけて。入り江状になった当時の内湾に向けて形成されたものと思われる。
貝層に含まれる貝類は、ヤマトシジミを中心にウネナシトヤマガイ、マガキ、アサリなど、高鹹水域の海水中に生息するものが多かった。また、マガキやウバガイなどには殻の中央に丸い孔が空いたものがあり、手で拾い上げる以外に刺突具でも採られていたことをうかがわせる。
人工遺物としては、4群に大別される土器が出土している。
第1群土器
植物繊維を含有し、器表に斜状の撚糸文を施した土器。
第2群土器
口縁部が開いた深鉢型土器。
当貝塚から出土した遺物の主体をなす。
第3群土器
繊維を含まず、焼成良好で、すべてに粘土帯を貼り巡らされせた、いわゆる余市式土器。
出土したのは、わずかに5点のみ。
第4群土器
口縁部が外反し、山形突起を持つ土器。
石器類の数は多くなく、また貝塚という性格上、完形品が少ない。骨角器もまた少量である。

## 歴史
1972年（昭和47年）5月8日、苫小牧市植苗121番地1の福祉法人「緑星の里永光学園」敷地内での道路工事中に、丘陵西側斜面から大量の貝殻が出土し、「貝塚発見」の報が苫小牧市教育委員会に届けられた。
同年5月13日から21日にかけて、苫小牧工業高等学校郷土研究部員の参加協力により、発掘調査が行われた。
1973年（昭和48年）5月26日、第1貝塚への覆小屋工事が着工し、総工費88万5000円を掛けて、同年7月12日に竣工した。

## 参考資料
- 『植苗貝塚』苫小牧市教育委員会〈苫小牧市文化財調査報告〉、1976年3月。

座標: 北緯42度43分28.385秒 東経141度43分17.203秒 / 北緯42.72455139度 東経141.72144528度